# Beechcraft Starship
De Beechcraft Starship is een tweemotorig turboprop zakenvliegtuig van het canard-type, gebouwd door Beechcraft. Het toestel met een drukcabine voor zes tot acht passagiers maakte zijn eerste vlucht op 15 februari 1986. Tussen 1989 en 1995 zijn er 53 exemplaren gebouwd. Hoewel qua opzet gedurfd en innovatief, draaide het Starship project voor Beechcraft zakelijk uit op een dure mislukking.

## Ontwikkeling

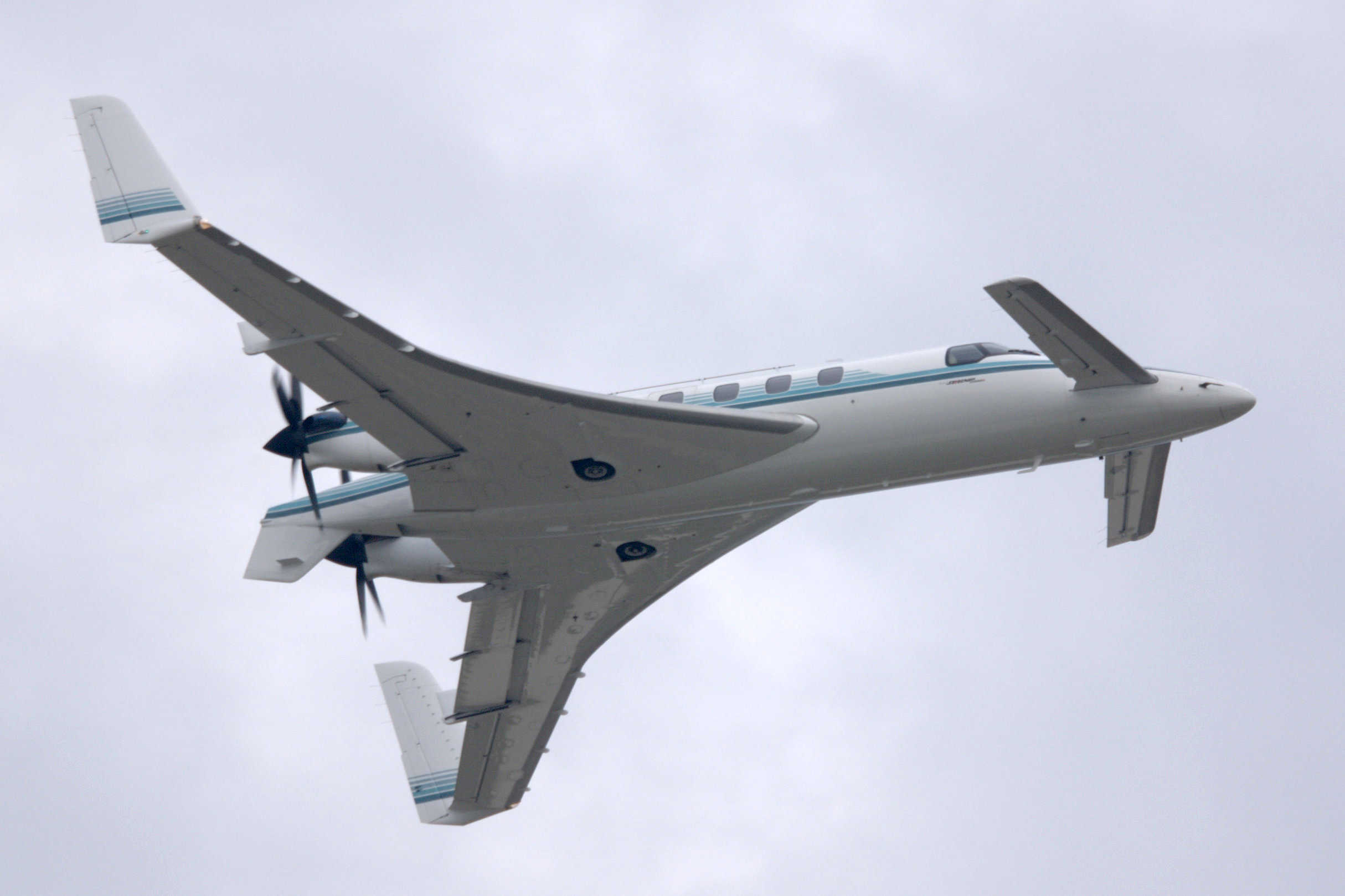
Beechcraft Starship canard met duwpropellers

De ontwikkeling van de Starship begon in 1979 toen Beechcraft op zoek ging naar een snellere en grotere opvolger van de King Air turbopropvliegtuigen. Na het bestuderen van diverse alternatieven werd in 1982 samenwerking gezocht met de firma Scaled Composites van Burt Rutan voor de verdere uitwerking van het gekozen canard (eendvliegtuig)-concept. In 1983 vloog het eerste proof-of-concept (POC) prototype op 85% schaalgrootte. Tussen 1983 en 1986 werden nog drie prototypes (NC-1, 2 en 3) op ware schaal gebouwd.
Het gehele vliegtuig werd gebouwd van composietmateriaal. De ontwikkeling en productie van composietvliegtuigen is lastig en duur. Het ontwikkelingsproces werd geplaagd door technische problemen, vertragingen en hoge kosten. Aan het eind van het ontwikkeltraject had de cabine van het toestel weliswaar meer volume dan een King Air 350, maar met hetzelfde maximum startgewicht (6.808 kg) viel de gewichtsbesparing tegen. Het eerste productietoestel vloog uiteindelijk op 25 april 1989.

## Ontwerp
Het ontwerp van de Starship is een vliegtuig geconstrueerd van composietmateriaal met een canardvleugelconfiguratie met twee turboprop-duwpropellers. Het toestel heeft geen verticaal staartvlak. De functie van het richtingroer werd overgenomen door stuurvlakken die in de winglets waren opgenomen. Duwpropellers achterop de vleugels zorgen op papier voor een stillere cabine. Helaas werd dit voordeel teniet gedaan doordat de duwpropellers bij Starship in de turbulente stroom uitlaatgas draaien, hetgeen extra lawaai oplevert.
Voordeel van het canardvliegtuig is dat deze moeilijk in een (gevaarlijke) overtreksituatie belandt doordat de stabilo met hoogteroer, dat zich bij een canard voor de hoofdvleugel bevindt, eerder overtrekt dan deze hoofdvleugel. Zodoende herstelt het toestel zichzelf naar een normale vluchtsituatie.
De Beechcraft Starship was het eerste burgerluchtvaartvliegtuig gebouwd in de Verenigde Staten dat zo uitgebreid gebruik maakte van composietmaterialen. De keuze voor composiet was door Beechcraft vooral gemaakt omdat dit een lichter en steviger toestel zou opleveren dan in aluminium het geval zou zijn geweest. Desalniettemin viel het leeggewicht van de Starship ongeveer duizend kilo zwaarder uit dan oorspronkelijk de bedoeling was.

## Historie

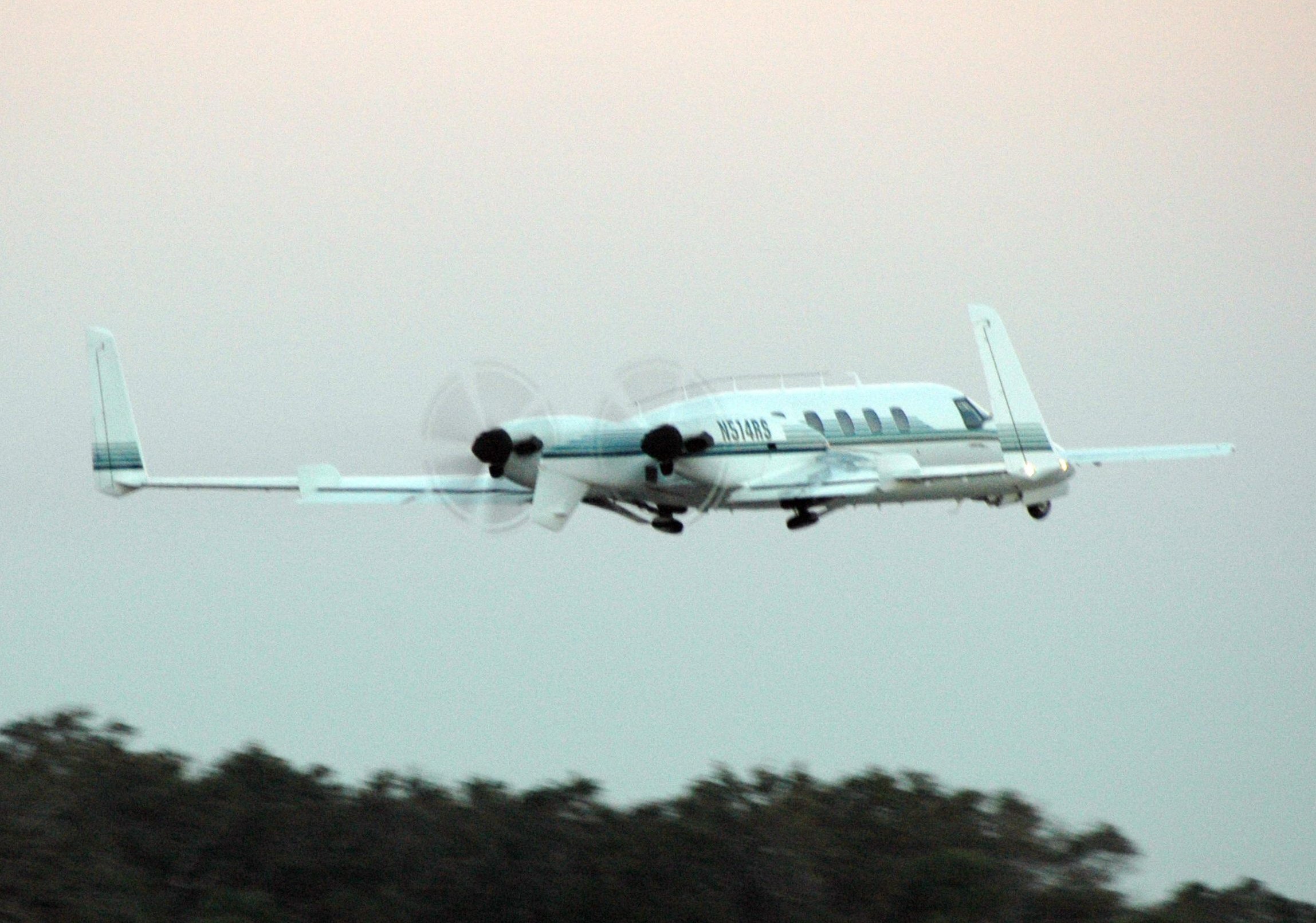
Beechcraft Starship stijgt op van het NASA Kennedy Space Center

In de eerste drie jaar verkocht Beechcraft slechts elf Starship-toestellen. Niet alleen moesten klanten wennen aan het geheel nieuwe concept, eind jaren 1980 verslechterden ook de economische omstandigheden. Daarnaast bood de Starship vergeleken met de concurrentie minder waar voor zijn geld. Het toestel was in 1989 even duur als een Cessna Citation V, maar 177 km/u langzamer. Zelfs de goedkopere Piper Cheyenne turboprop was sneller dan een Starship.
Beechcraft probeerde in 1991 nog vergeefs het tij te keren door middel van een tweejarig lease-concept, maar besloot in 2003 om haar verlies te nemen en geheel te stoppen met de verkoop en onderhoud van Starship. Geleverde toestellen werden teruggekocht of ingeruild, en vervolgens gedemonteerd om daarna de onderdelen te verkopen voor een fractie van de verkoopprijs. Sommigen eindigden in een museum. In september 2020 waren er van de 53 gebouwde exemplaren wereldwijd nog zes Starships als luchtwaardig geregistreerd.

## Varianten
Model 115
Concept prototype op 85% schaalgrootte.
Model 2000
Eerste productieversie.
Model 2000A
Verbeterde productieversie met diverse voorzieningen om de cabine van binnen stiller te maken. Aanpassingen aan de vleugel voor een kortere startbaanlengte. 117 liter grotere brandstofcapaciteit. Hoger toegelaten startgewicht van 227 kg. Beechcraft produceerde speciale kits om model 2000 vliegtuigen te upgraden naar de 2000A standaard.

## Vergelijkbaar vliegtuig
- Piaggio P.180 Avanti